# Carnival
Carnival — мініальбом англійської групи Duran Duran, який вийшов у вересні 1982 року.

## Композиції
1. Hungry Like The Wolf - 5:12
2. Rio - 6:36
3. Planet Earth - 6:20
4. Girls on Film - 5:45

## Учасники запису
- Саймон Ле Бон — вокал
- Нік Роудс — клавішні
- Джон Тейлор — бас-гітара
- Роджер Тейлор — ударні
- Енді Тейлор — гітара